# Ardisia prunifolia
Ardisia prunifolia är en viveväxtart som beskrevs av C. M. Hu och J. E. Vidal. Ardisia prunifolia ingår i släktet Ardisia och familjen viveväxter. Inga underarter finns listade i Catalogue of Life.